# Turbinaria peltata
A Turbinaria peltata a virágállatok (Anthozoa) osztályának a kőkorallok (Scleractinia) rendjébe, ezen belül a Dendrophylliidae családjába tartozó faj.

## Előfordulása
A Turbinaria peltata előfordulási területe az Indiai- és a Csendes-óceánok. Kenyától és Mozambiktól, Madagaszkáron, Mauritiuson és a Seychelle-szigeteken keresztül, egészen a Dél-kínai-tengerig található meg.

## Megjelenése
A kolóniái lapos lemezek, melyek néha rétegekbe rendeződnek, vagy oszlopszerű képződményeket alkotnak; a lapos lemezek néhány méteres átmérőjűek lehetnek. A korallpolipok, mészből épített 3-5 milliméteres átmérőjű csövecskébe húzódhatnak vissza. Színük általában szürke, de barna is lehet. Nappal kinyúlnak, lebegő részecskéket keresve. A korallpolipok testében egysejtű algák élnek.

## Képek

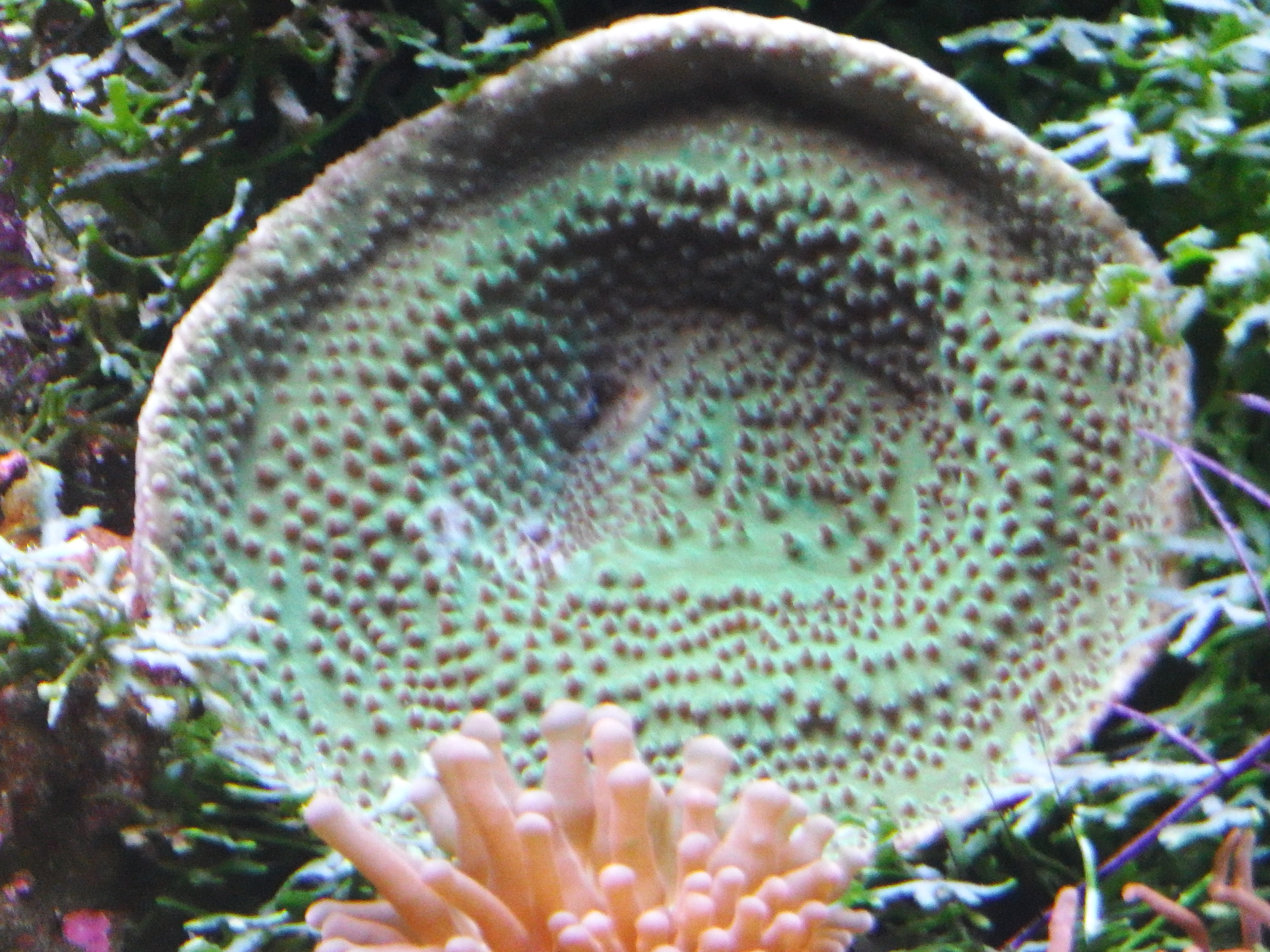
Lapos
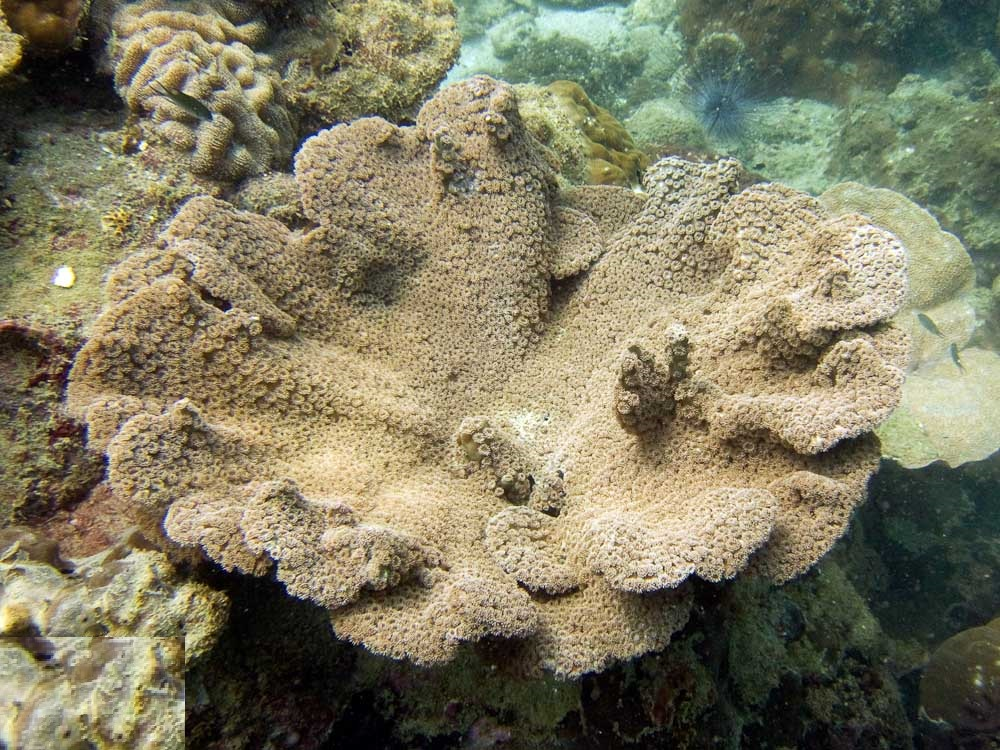
és
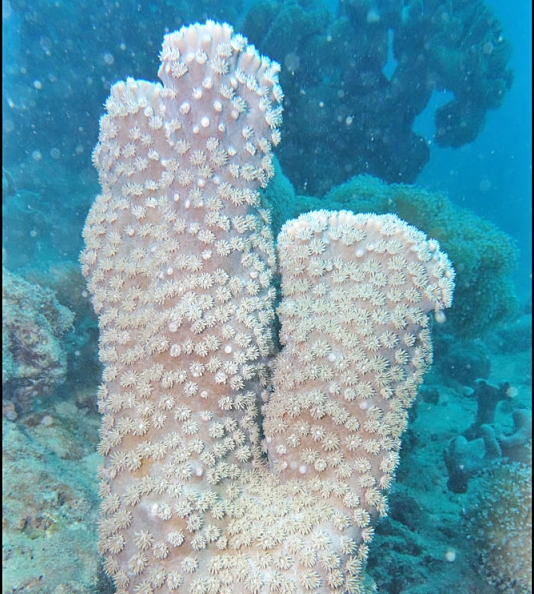
oszlopos kolóniák
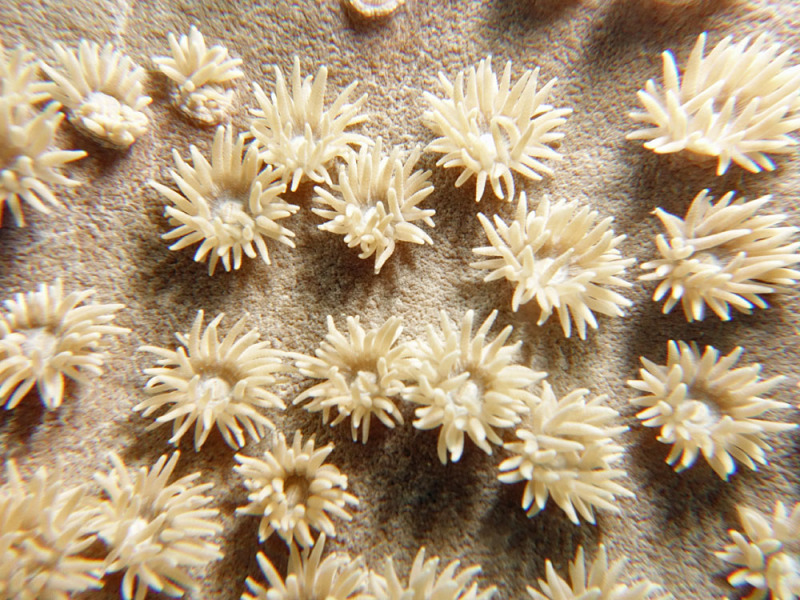
A korallpolipok
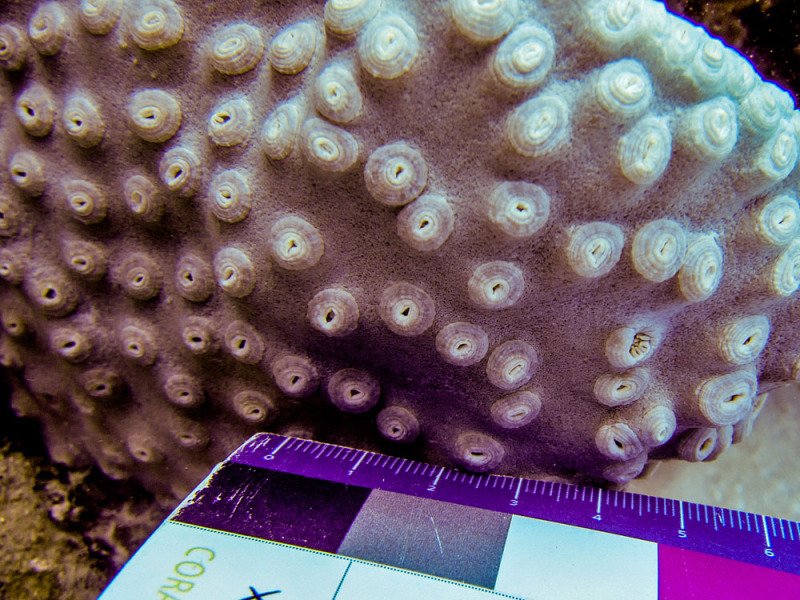
behúzódva
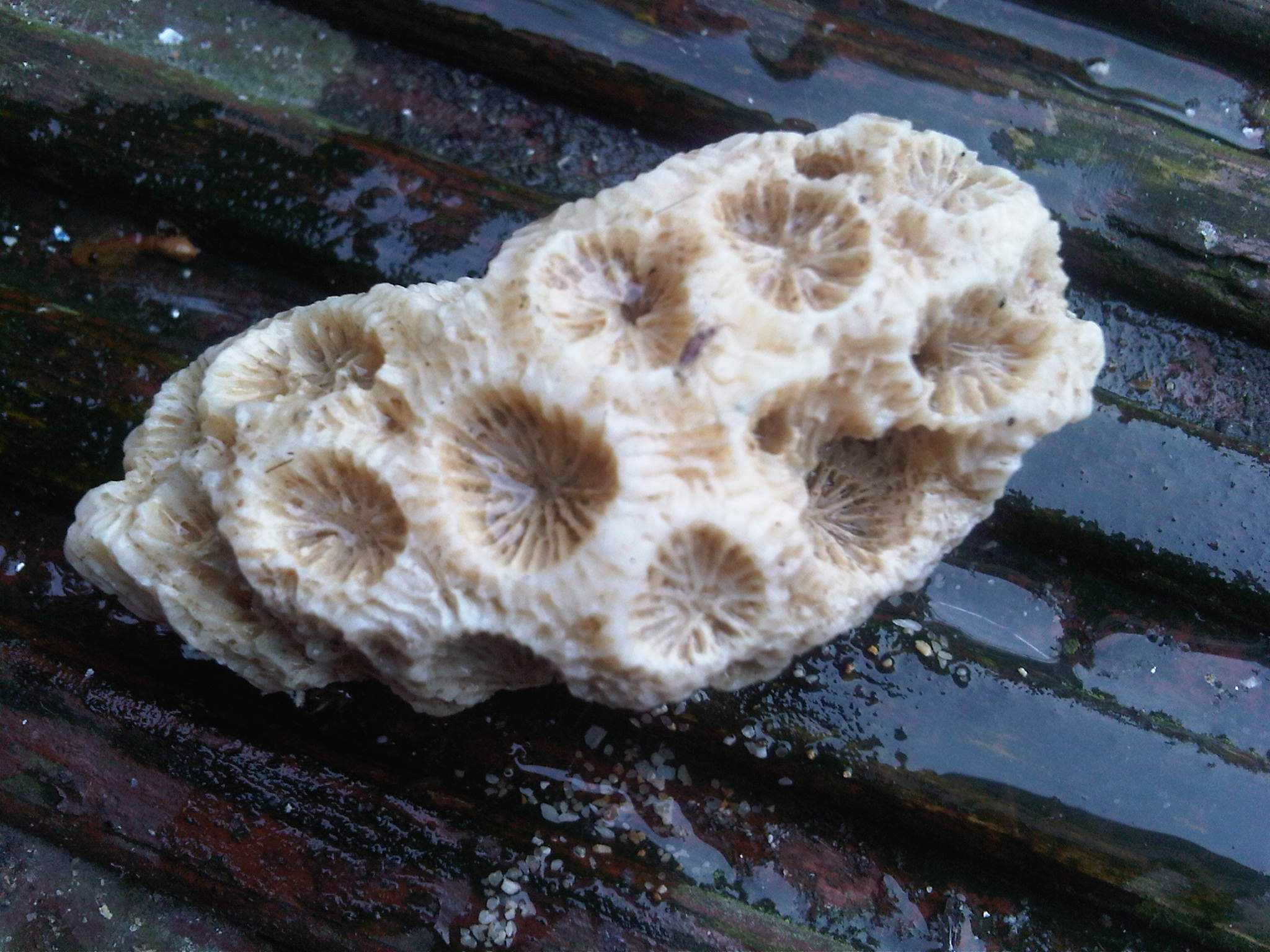
Halott példány